# جاي روجرز هولينغسوررث
جاي روجرز هولينغسوررث (بالإنجليزية: J. Rogers Hollingsworth)‏ هو مؤرخ أمريكي، ولد في 1932 في أننيستون في الولايات المتحدة، وتوفي في 23 أكتوبر 2019.